# Diploptera maculata
Diploptera maculata är en kackerlacksart som beskrevs av Hanitsch 1925. Diploptera maculata ingår i släktet Diploptera och familjen jättekackerlackor. Inga underarter finns listade i Catalogue of Life.